# Кардилл, Лори
Лори Кардилл (англ. Lori Cardille) — американская актриса, наиболее известна благодаря роли Сары в фильме Джорджа Ромеро «День мертвецов» (1985).

## Биография
Лори Кардилл обучалась актёрскому мастерству в университете Карнеги — Меллона.
У Кардилл есть дочь актриса Кейт Рогал. Также у неё есть сестра Мария.

## Фильмография
| Год       |     | Русское название      | Оригинальное название                   | Роль                  |
| --------- | --- | --------------------- | --------------------------------------- | --------------------- |
| 1978—1979 | с   | На пороге ночи        | The Edge of Night                       | Уинтер Остин          |
| 1982      | с   | Надежда Райан         | Ryan’s Hope                             | Кэрол Бейкер          |
| 1982      | тф  | Пароль                | Parole                                  | Сюзанн Дрисколл       |
| 1985      | ф   | День мертвецов        | Day of the Dead                         | доктор Сара Боуман    |
| 1982      | с   | Уравнитель            | The Equalizer                           | Сара Клакстон         |
| 1986      | с   | Сказки тёмной стороны | Tales from the Darkside                 | Эмили Макколл         |
| 1991      | тф  | Бандитское правосудие | Dead and Alive: The Race for Gus Farace | женщина-агент         |
| 1991      | ф   | —                     | No Pets                                 | Лоррейн Тернер        |
| 1998      | кор | —                     | Iron City Asskickers                    | в роли самой себя     |
| 2011      | кор | —                     | Lightweight                             | н/д                   |
| 2015      | кор | —                     | Milkman                                 | Лиллиан               |
| 2016      | с   | —                     | Doomsday                                | детектив Дара Дорманд |
| 2016      | кор | —                     | Help Me First                           | Лизетта Марун         |
| 2019      | кор | —                     | The Last Call                           | Франсин               |